# Preparctia biconfluens
Preparctia biconfluens là một loài bướm đêm thuộc phân họ Arctiinae, họ Erebidae.